# Dziś 13, jutro 30
Dziś 13, jutro 30 (tytuł oryg. 13 Going on 30) – amerykański film fabularny (komedia romantyczna) z 2004 roku. Jego światowa premiera odbyła się 14 kwietnia 2004 r. w Los Angeles w Kalifornii (USA).
Projekt, wyreżyserowany przez Gary’ego Winicka, wykorzystuje motyw przedstawiony w filmach Zakręcony piątek (Freaky Friday, 2003) i Spadająca gwiazda (Wish Upon a Star, 1996), w których dusze żeńskich bohaterek znalazły się w innych ciałach, choć czerpie głównie z noweli Washingtona Irvinga Rip Van Winkle, gdzie główny młodociany bohater zapada w sen, a budzi się jako starsza osoba.

## Obsada
- Jennifer Garner − Jenna Rink
- Mark Ruffalo − Matt Flamhaff
- Judy Greer − Lucy "Tom-Tom" Wyman
- Andy Serkis − Richard Kneeland
- Kathy Baker − Beverly Rink
- Phil Reeves − Wayne Rink
- Samuel Ball − Alex Carlson
- Marcia DeBonis − Arlene
- Kiersten Warren − Trish Sackett
- Christa B. Allen − młoda Jenna
- Sean Marquette − młody Matt
- Alexandra Kyle − młoda Lucy
- Ashley Benson – Six Chick

### Casting
Oryginalnie do roli dorosłej Jenny Rink brano pod uwagę Gwyneth Paltrow, Hilary Swank i Renée Zellweger.

## Opis fabuły
Rok 1987. Podczas swoich trzynastych urodzin zakompleksiona Jenna wypowiada nieprzemyślane życzenie, które się spełnia. Jest rok 2004. Niedoceniana i niesamodzielna nastolatka budzi się w ciele pewnej siebie trzydziestolatki. Pomimo iż posiada uroczego chłopaka-sportowca, pracuje w wymarzonym zawodzie oraz jest osobą poważaną i uwielbianą przez wszystkich, ciężko jest jej się odnaleźć w nowej rzeczywistości. Ponadto Jenna pała nieposkromionym uczuciem do swojego dawnego przyjaciela, który wkrótce ma się ożenić. Bohaterka dochodzi do wniosku, że znów chciałaby mieć trzynaście lat.

## Opinie
"Doskonała komedia romantyczna w gwiazdorskiej obsadzie".

- Teleman.pl[2]